# دانيال غوثير
دانيال غوثير هو لاعب هوكي الجليد كندي، ولد في 17 مايو 1970 في شارماني في كندا.

## وصلات خارجية
- دانيال غوثير على موقع دوري الهوكي الوطني (الإنجليزية)
- دانيال غوثير على موقع قاعة مشاهير الهوكي (لاعب أن.إتش.أل) (الإنجليزية)
- دانيال غوثير على موقع EliteProspects.com (الإنجليزية)
- دانيال غوثير على موقع Eurohockey.com (الإنجليزية)
- دانيال غوثير على موقع HockeyDB.com (الإنجليزية)
- دانيال غوثير على موقع Hockey-Reference.com (الإنجليزية)